# Gunnesbo Station
Gunnesbo station er en svensk jernbanestation, der ligger i Gunnesbo, Lund. 
Fra Gunnesbo station kører der pågatåg og busser.
| Jernbane | Spire Denne jernbaneartikel er en spire som bør udbygges. Du er velkommen til at hjælpe Wikipedia ved at udvide den. |

55°43′37″N 13°10′03″Ø / 55.7269°N 13.1675°Ø